# Björkgördelmätare
Björkgördelmätare (Cyclophora albipunctata) är en fjärilsart som beskrevs av Hüfnagel 1767. Björkgördelmätare ingår i släktet Cyclophora och familjen mätare. Arten är reproducerande i Sverige. Inga underarter finns listade i Catalogue of Life.

## Bildgalleri

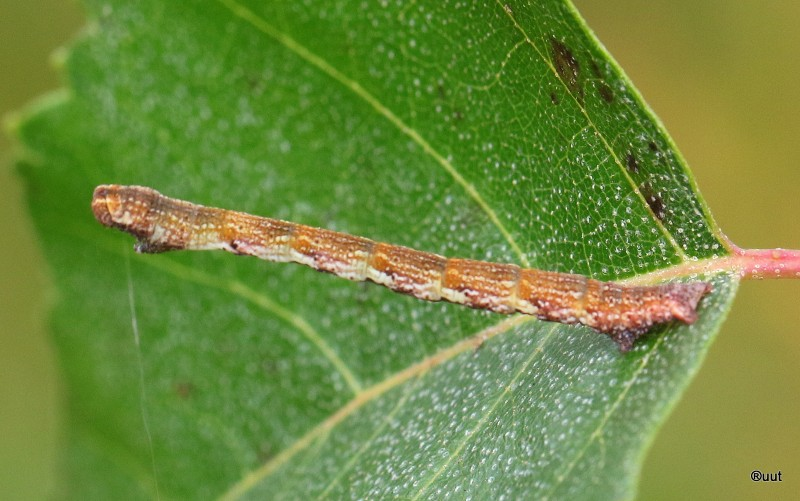
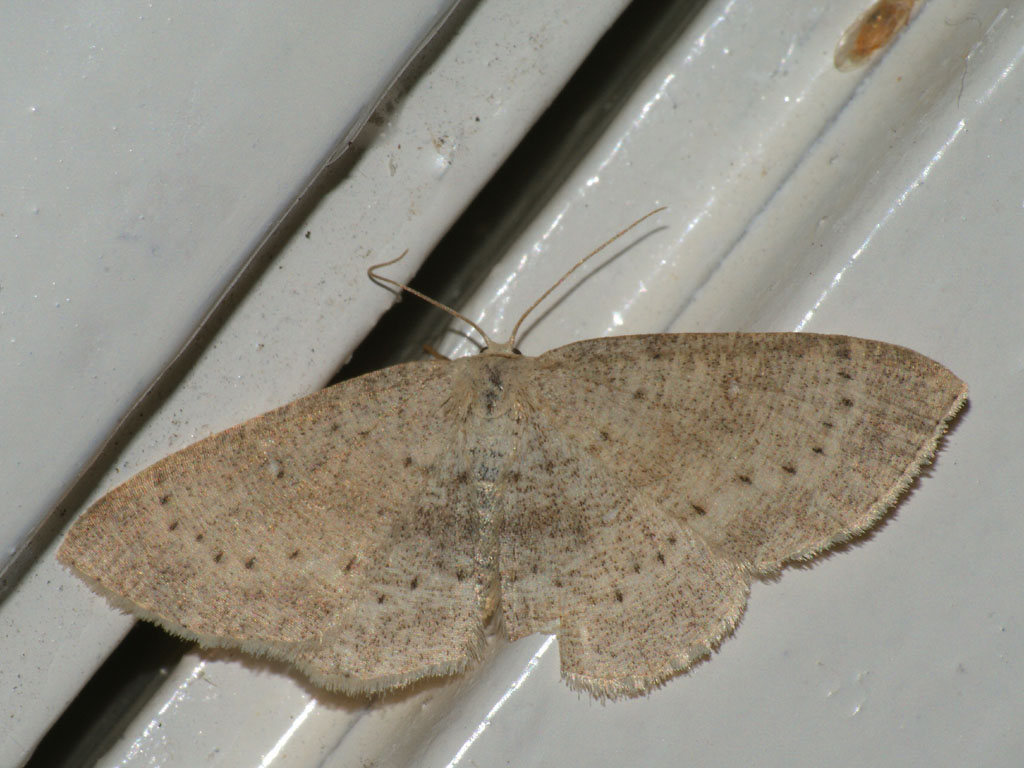
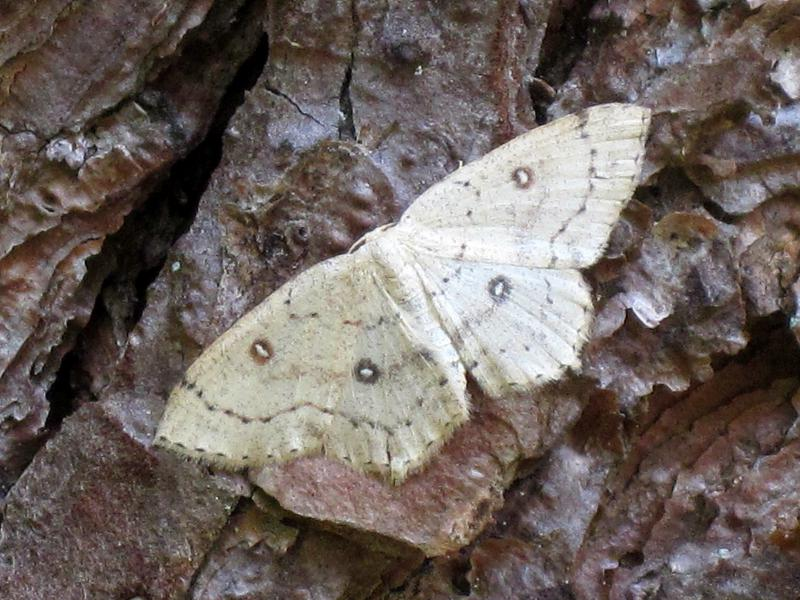
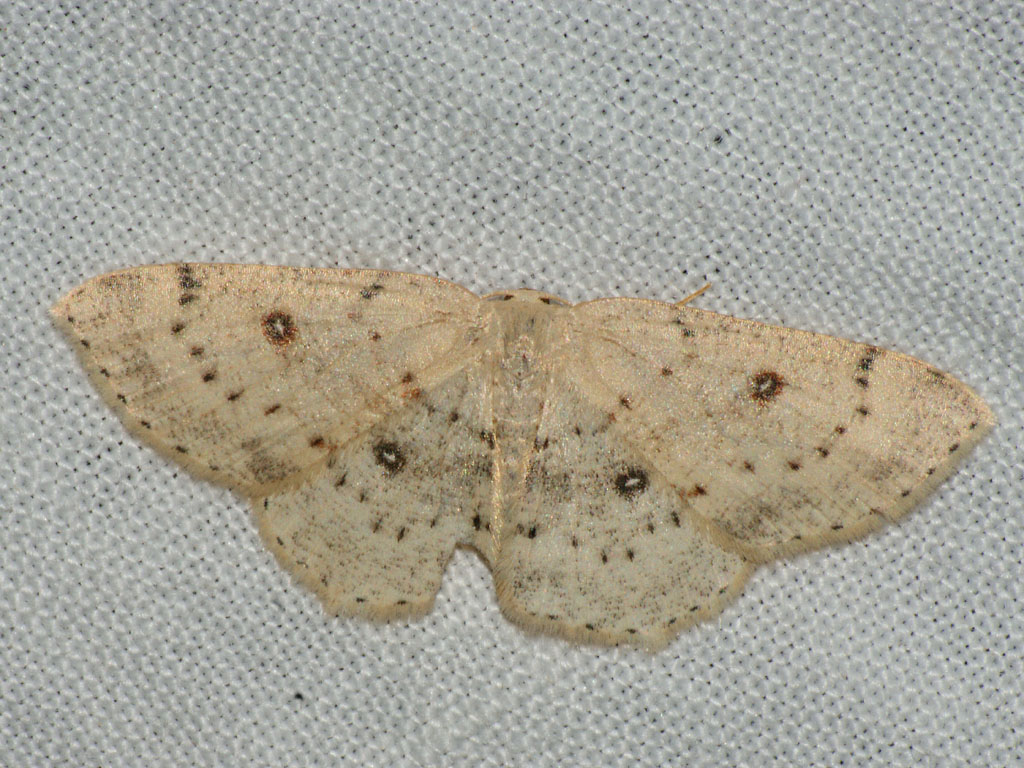
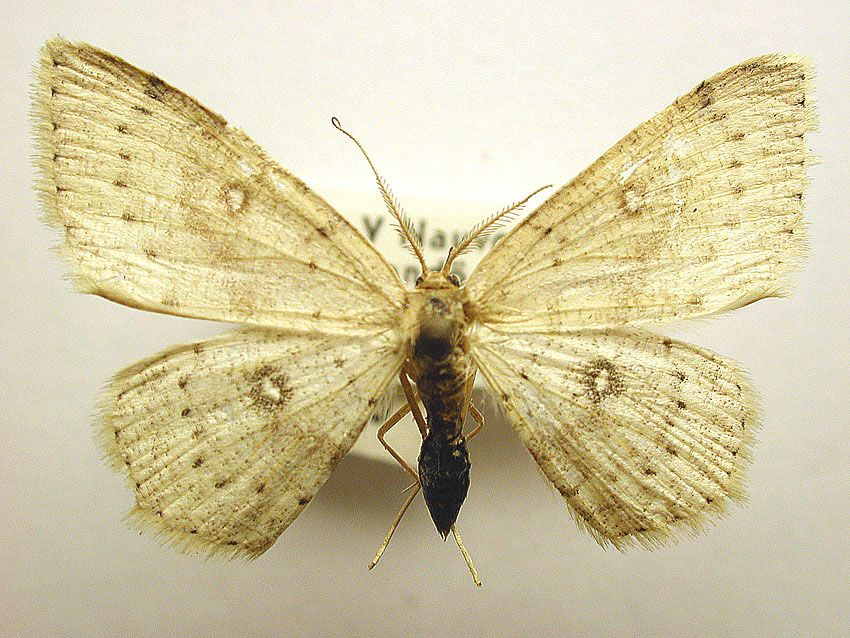